# Sandinista!
Sandinista! je četvrti album punk rock grupe The Clash. Sandinista! je pušten u prodaju 1980. kao trostruki album s 36 pjesama, sa šest pjesama na svakoj strani ploče. Neki su kritičari istaknuli da bi album ispao bolji da je bio manje ambiciozan i manji projekt. Drugi pak smatraju da je album umjetničko djelo koje zaslužuje usporedbu s Beatlesovim White Albumom. Predložen je za najbolji album godine u The Village Voice-ovoj Pazz & Jop kolumni.

## Povijest
Album je sniman tijekom gotovo cijele 1980. godine u Londonu, Manchesteru, Jamajci i New Yorku. Proizveo ga je sastav (što je u biti značilo Mick Jones i Joe Strummer), snimio i dotjerao Bill Price, a završili Jeremy Green (Wessex Sound Studios), J.P. Nicholson (Electric Ladyland Studios), Lancelot "Maxie" McKenzie (Chanell One Studios) i Bill Price. Dub verzije i "toasting" je napravio Mickey Dread, koji se pridružio sastavu na njihovom singlu iz 1980. "Bankrobber". Album otvoreno pokazuje utjecaj reggae glazbe i producenta Leeja Perryja koji su dodali gust, odzvanjajući zvuk čak i otvorenim rock pjesmama.
Kada je snimanje počelo u New Yorku basist Paul Simonon je radio na filmu, pa ga je nakratko zamijenio Norman Watt-Roy, basist grupe Iand Dury and The Blockheads; ovo je kasnije uzrokovalo loše raspoloženje kada su Watt-Roy i klavirist Mickey Gallagher, njegov prijatelj iz Blockheadsa, tvrdili da su oni najzaslužniji za pjesmu "The Magnificant Seven", jer je pjesma bazirana na njihovim zvukovima. Mickey Dread se također požalio da nije naveden među producentima albuma. Ostali gosti na albumu su: Tim Curry (daje glas svećeniku u pjesmi "The Sound of Sinners"), pjevač Ellen Foley (prijašnji partner Micka Jonesa), gitarist Richarda Hella Ivan Julian i Strummerov stari prijatelj Thymon Dogg koji svira violinu, pjeva i ima zaslugu za pisanje pjesme "Lose This Skin", a kasnije se pridružio Strummerovom sastavu The Mescaleros. Djeca Mickeyja Gallaharda su također sudjelovala; njegova su dva sina pjevala u dječjoj verziji pjesme "Career Opportunities", pjesme s prvog albuma sastava. Njegova kćer Maria je pjevala odlomak pjesme "The Guns Of Brixton" s albuma London Calling na kraju pjesme "Broadway".
Po prvi put, zasluge za pisanje pjesama ne idu samo Jonesu i Strummeru, već The Clashu. Ovo je također jedini album u kojem sva četiri člana imaju vodeći vokal (bubnjar Topper Headon je imao jedinstveni prinos kao vodeći vokal u pjesmi "Ivan Meets G.I.Joe" a basist Paul Simonon je glavni vokal u pjesmi "The Crooked Beat").
Tri su singla izdvojena sa Sandinista! albuma u Velikoj Britaniji: "Bankrobber" (koji se nije pojavio u albumu), "The Call Up", "Hitsville U.K." i "The Magnificant Seven". Posljednja pjesma zaslužuje biti spomenuta kao prva britanska rap pjesma, i kao prva rap pjesma nekog bjelačkog sastava.
Tropločni album je, baš kao i London Calling, bio rezultat lukavosti stava sastava prema diskografskoj kući. Postoje dva proturječna stava o izdavanju albuma. Prva verzija kaže da je sastav opet iskoristio isti trik i rekao da žele snimiti dodatne singlove i onda pustiti album u tri ploče s punim trajanjem prije nego što se izdavači stignu snaći. Drugo je vjerovanje da je sastav označio cijeli album kraljevski kako bi ga izdao na tri ploče. Joe Strummer je u intervjuu za Punk Magazine rekao: "Pa, sada pričate s čovjekom koji se pobrinuo da Sandinista! bude kraljevski označen." Bez obzira na to što je od ovoga točno, obje situacije ostavljaju sastav u dobrom svijetlu, stavljajući njihove obožavatelje izvan svake umješanosti.
Jedna ploča albuma, nazvana Sandinista Now! je predana novinarima i radiju. Jedna strana ploče je sadržavala pjesme "Police on My Back", "Somebody Got Murdered", "The Call Up", "Washington Bullets", "Ivan Meets G.I. Joe" i "Hitsville U.K." Druga strana ploče je sadržavala pjesme Up in Heaven (Not Only Here)", "The Magnificent Seven", "The Leader", "Junco Partner", "One More Time" i "The Sound of Sinners".
Album je naslovljen po ljevičarskim borcima za slobodu, Sandinistima, iz Nikaragve koji su prethodne godine s vlasti zbacili diktatora Anastasia Somozu. Albumov broj u katalogu "FSLN1" je akronim od Fronte Sandinista de Liberación Nacional.
Pjesma "Washington Bullets" je Strummerova najopširnija - i najizvanredniji - politički izražaj do danas. U pjesmi, Strummer imenuje i ukazuje na sukobe i kontroverzije iz cijelog svijeta: posebno u Čileu, Nikaragvi, Kubi, Afganistanu i Tibetu. U prve tri zemlje Strummer se uključuje u ono što on vidi kao idealističke ljevičarske političke pokrete i vlade, a u druga dva slučaja, oštro kritizira politiku Moskve i Pekinga. Izvorni Rolling Stone komentar o albumu naziva "Washington Bullets", zajedno s The Equaliser" i "The Call Up", "srcem albuma".

## Popis pjesama

### Disk 1
1. "The Magnificent Seven" – 5:28
2. "Hitsville UK" – 4:20
3. "Junco Partner" – 4:53
4. "Ivan Meets G.I. Joe" – 3:05
5. "The Leader" – 1:41
6. "Something About England" – 3:42
7. "Rebel Waltz" – 3:25
8. "Look Here" – 2:44
9. "The Crooked Beat" – 5:29
10. "Somebody Got Murdered"  – 3:34
11. "One More Time" – 3:32
12. "One More Dub" – 3:34

### Disk 2
1. "Lightning Strikes (Not Once But Twice)" – 4:51
2. "Up in Heaven (Not Only Here)" – 4:31
3. "Corner Soul" – 2:43
4. "Let's Go Crazy"  – 4:25
5. "If Music Could Talk" – 4:36
6. "The Sound of Sinners" – 4:00
7. "Police on My Back" – 3:15
8. "Midnight Log" – 2:11
9. "The Equaliser" – 5:47
10. "The Call Up" – 5:25
11. "Washington Bullets" – 3:51
12. "Broadway" – 5:45

### Disk 3
1. "Lose This Skin" – 5:07
2. "Charlie Don't Surf" – 4:55
3. "Mensforth Hill" – 3:42
4. "Junkie Slip" – 2:48
5. "Kingston Advice" – 2:36
6. "The Street Parade" – 3:26
7. "Version City" – 4:23
8. "Living in Fame" – 4:36
9. "Silicone on Sapphire" – 4:32
10. "Version Pardner" – 5:22
11. "Career Opportunities"  – 2:30
12. "Shepherds Delight" – 3:25

## Singlovi
- "The Call Up"
- "Hitsville U.K."
- "The Magnificent Seven"

## Top ljestvice

### Album
| Godina | Ljestvica            | Pozicija |
| ------ | -------------------- | -------- |
| 1981.  | Billboard Pop Albumi | #24      |

### Singlovi
| Godina | Singl                   | Ljestvica                   | Pozicija |
| ------ | ----------------------- | --------------------------- | -------- |
| 1980.  | "The Call Up"           | UK Top Ljestvica            | #40      |
| 1981.  | "Hitsville U.K."        | UK Top Ljestvica            | #56      |
| 1981.  | "Hitsville U.K."        | U.S. Mainstream Rock Tracks | #53      |
| 1981.  | "The Magnificent Seven" | UK Top Ljestvica            | #34      |
| 1982.  | "The Magnificent Seven" | Billboard Club Play Singles | #21      |

## Članovi sastava na albumu
- Joe Strummer  - pjevač, gitara
- Mick Jones - gitara, pjevač
- Paul Simonon - bas-gitara, pjevač
- Topper Headon - bubnjevi, pjevač

## Vanjske poveznice
- allmusic.com - Sandinista!